# Pleurosicya annandalei
Pleurosicya annandalei es una especie de peces de la familia de los Gobiidae en el orden de los Perciformes.

## Morfología
Los machos pueden llegar a alcanzar los 3 cm de longitud total.

## Distribución geográfica
Se encuentra en Sodwana Bay (Sudáfrica), norte del Océano Índico y Nueva Guinea.

## Observaciones
Es inofensivo para los humanos.